# Hidroksilacija
Hidroksilacija je hemijski proces kojim se uvodi hidroksilna grupa (-OH) u organsko jedinjenje. U biohemiji, reakcije hidroksilacija su često posredovane enzimima zvanim hidroksilaze. Hidroksilacija je priv stepen u oksidativnoj degradaciji organskih jedinjenja na vazduhu. Ona je veoma važna u detoksifikaciji pošto hidroksilacija konvertuje lipofilna jedinjenja u proizvode koji su rastvorni u vodi (hidrofilni), koji se lakše izlučuju. Neki lekovi (npr. steroidi) se aktiviraju ili deaktiviraju hidroksilacijom.

## Hemijski koncepti
Proces hidroksilacije obuhvata konverziju CH grupe u COH grupu. Hidroksilacija je oksidativni proces. Kiseonik koji se umeće u C-H vezu je obično izveden iz atmosferskog kiseonika (O2). Pošto je sam O2 spor hidroksilacioni agens neophodni su katalizatori za ubrzanje reakcija.

## Biološka hidroksilacija
Glavni hidroksilacioni agens u prirodi je citohrom P-450. Postoje stotine varijacija ovog enzima. Flavini su isto tako hidroksilacioni agensi.